# 미그로
미그로(독일어: Migros [ˈmiɡro][*]) 또는 미그로스(Migros)는 스위스 최대 소매 회사이자, 최대 슈퍼마켓 체인이자, 최대 고용주이다. 또한 세계에서 가장 큰 40대 소매업체 중 하나이다. 조합원 200만 명 이상의 협동조합 연합(미그로스 협동조합 연합) 형태로 구성되어 있다.
1975년 미그로 스위스에서 독립한 터키 최대 소매업체 미그로 튀르크(Türk)를 공동 설립했다.
이름은 ‘절반’ 또는 ‘중간’을 의미하는 프랑스어 ‘mi’와 ‘도매’를 의미하는 ‘gros’에서 유래한다. 따라서 이 단어는 ‘소매’와 ‘도매’의 중간 가격을 의미한다. 회사의 로고는 큰 오렌지색 M이다. 미그로는 종종 "der orange Riese", "오렌지 거인"(oranger Riese, géant orange, 이탈리아어: gigante arancio)으로 불리는데, 도이치 텔레콤이 핑크 거인(der rosa Riese)이라고 부르는 독일어에서 차용한 표현이다.

## 역사
미그로는 1925년 취리히에서 개인 기업으로 고틀리프 두트바일러(Gottlieb Duttweiler)에 의해 설립되었다. 고틀리프 두트바일러는 당시 어떤 종류의 시장에 접근할 준비가 되어 있지 않은 집주인에게 6가지 기본 식품을 저렴한 가격으로 판매할 생각을 가지고 있었다. 처음에 그는 한 마을이나 작은 마을에서 다른 마을로 이동하는 5대의 트럭에서 커피, 쌀, 설탕, 파스타, 코코넛 지방, 비누만을 팔았다. 중간 거래와 그 마진을 줄이려는 전략은 생산자들이 그를 보이콧하도록 부추기는 경쟁자들의 광범위한 저항으로 이어졌다. 이러한 위협에 대한 대응으로 미그로는 육류, 우유 및 초콜릿으로 시작하는 자체 제품 라인을 만들기 시작했다.

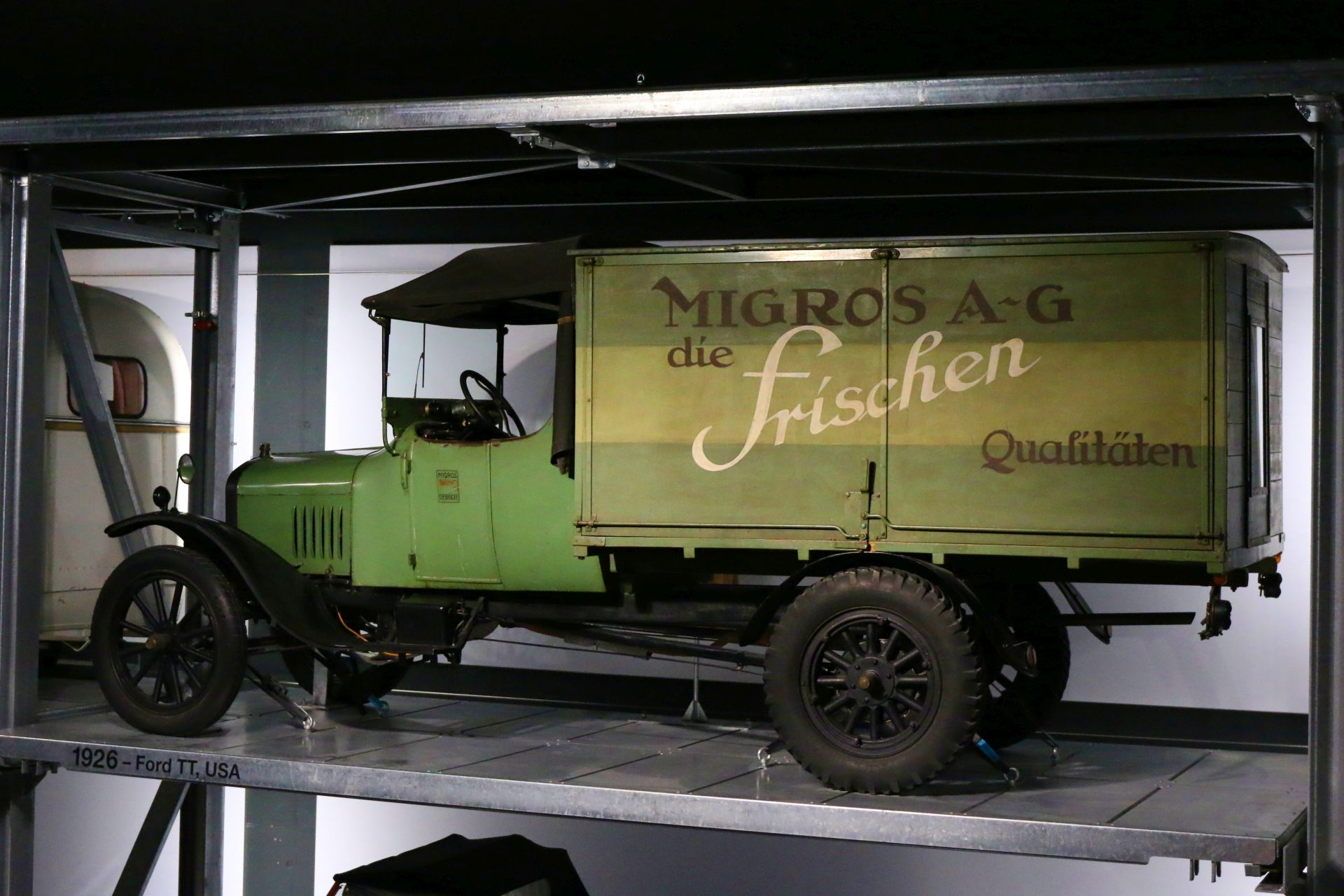
1926년 산 미그로사의 포드 TT

나중에 그와 그의 운전자는 재고를 확장했고 1926년에 고틀리프 두트바일러도 취리히에 첫 번째 시장을 건설했다. 티치노에 있는 그의 두 번째 매장은 협동조합으로 설립된 미래를 예고했다. 1941년까지 정력적인 기업가는 많은 시장을 구축했지만, 그해에 그는 기본적으로 그의 개인 소유 사업에서 미그로스 협동조합 연합(Migros-Genossenschafts-Bund)이 이끄는 지역 협동조합(regional cooperatives)으로 모든 것을 변화시킴으로써 그의 고객들에게 사업을 주었다.
1935년에 두트바일러는 호텔플랜(Hotelplan) 여행사를 설립하여 확장에 대한 열정을 보여주었다. 1942년 미그로 브랜드는 주간지 비르 브뤼켄바우어(현재 미그로 매거진으로 알려짐)에 적용되었다. 1952년에는 레스토랑, 1954년에는 주유소(Migrol), 1956년에는 어학원(Eurocentres), 1957년에는 미그로 은행, 1959년에는 보험 회사를 설립했다.
1948년 경제학자 엘사 가서(Elsa Gasser)는 두트바일러에게 미그로 매장에 셀프 서비스 접근 방식을 도입하도록 설득하여 스위스에서 가장 성공적인 슈퍼마켓 체인의 발전을 위한 토대를 마련했다.
미그로 협동조합(Genossenschafts-Bund)을 대신하여 취리히에 기반을 둔 취리히 해운(Reederei Zürich AG)은 독일 함부르크의 HC Stülcken Sohn 조선소에서 1952년 7월 15일 함부르크에서 진수된 화물선 Adele을 주문했다. 배는 고틀리프 두트바일러의 아내인 Adele 두트바일러에 의해 명명되었다.
1954년 미그로는 터키 시장에 진출하여 이스탄불 시의회와 협력하여 미그로 튀르크를 설립했다. 이것은 1975년 터키 대기업 코치 홀딩(Koç)에 매각되었으며 튀르키예에서 가장 큰 소매업체이다. 2008년과 2011년 사이에 코치 홀딩은 미그로 튀르크 주식의 대부분을 BC 파트너스에 매각했다.
미그로는 1993년 프랑스 국경 지역의 투와리(Thoiry)에 최초의 외국 슈퍼마켓을, 1986년에는 장크트갈렌의 압트빌(Abtwil)에 최초의 레크리에이션 공원인 센티스파크(Säntispark)를 열었다.
1995년 미그로는 유기농 라벨 “미그로 비오”(Migros Bio)를 도입했다(스위스 제품은 비오 스위스 지침을 따른다). 2017년에는 최소 90%의 스위스 성분을 함유한 유기농 제품에 대한 특정 라벨을 추가했다("미그로 비오 스위스").
2012년 10월 미그로는 독일 헤센주의 식품매장 체인 테구트(Tegut)를 인수하여 독일 시장에서 확장했다. 같은 해 미그로는 독일 유기농 슈퍼마켓 체인인 알나투라(Alnatura)의 첫 스위스 매장을 오픈했다. 그러나 2013년에 회사는 2013년 10월부터 독일의 미그로 브랜드 매장 4곳을 REWE 소매 그룹에 매각한다고 발표했으며, 이는 1995년(뢰라흐) 이후에 설립되었다.
2016년 미그로는 체크아웃 시 무료 비닐봉지 배포를 점진적으로 중단할 것이라고 발표했다. 미그로는 이전에 2013년부터 보주에서 이 법안을 테스트했다. 그들은 유통되는 비닐봉지의 수를 90% 줄였다( 연간 100,000 프랑을 절약했다). 미그로는 2016년 11월 1일에 전국적으로 처음으로 이 조치를 도입했다.(가방은 재활용 플라스틱으로 만들어지며, 비용은 각각 0.05 스위스 프랑) 또한 유상 가방으로 돈을 벌지 않고 판매 수익을 환경 사업에 투자하겠다고 밝혔다.

### 철학
고틀리프 두트바일러는 고객의 건강이 염려되어 미그로가 알코올 음료나 담배를 판매하지 않기로 결정했다. 오늘날에도 여전히 그렇다. 미그로 그룹이 소유한 데너(Denner)는 알코올 음료와 담배를 판매한다.
다음은 미그로의 몇 가지 특성과 “책임감 있는” 철학에 대한 요약이다.
- 주류나 담배를 판매하지 않는다.
- 배당금을 지급하지 않는다.
- 이자나 세전 이익(EBIT)이 회사 시장 가치의 5%에 도달하면 슈퍼마켓은 가격을 낮춰야 한다.
- 2백만 명 이상의 주주가 있는 협동조합 (지역 협동조합 연합)으로 조직됨.
- 스위스에 거주하는 모든 성인은 회원이 될 수 있으며(무료로 공유) 총회에서 투표할 수 있다.
- 수익의 0.5%를 사회 및 문화 프로젝트에 사용한다.

아델레와 고틀리프 두트바일러는 법적 구속력이 없지만, 미그로의 윤리적 유산인 “15개 논제”(1950)도 썼다. “지역사회에 봉사한다”는 목표, “우리가 공언하는 일반 원칙은 경제의 중심에 사람을 두는 것”, “일반 이익은 미그로 협동 조합의 이익보다 더 높게 배치될 것이다”와 같은 가치와 지침이 포함되어 있다.
2021년 미그로는 슈퍼마켓에서 주류 판매를 고려하기 시작했다. 협동조합의 분권화와 민주적 구조로 인해 2022년 6월까지 문제가 결정되지 않을 수 있다.

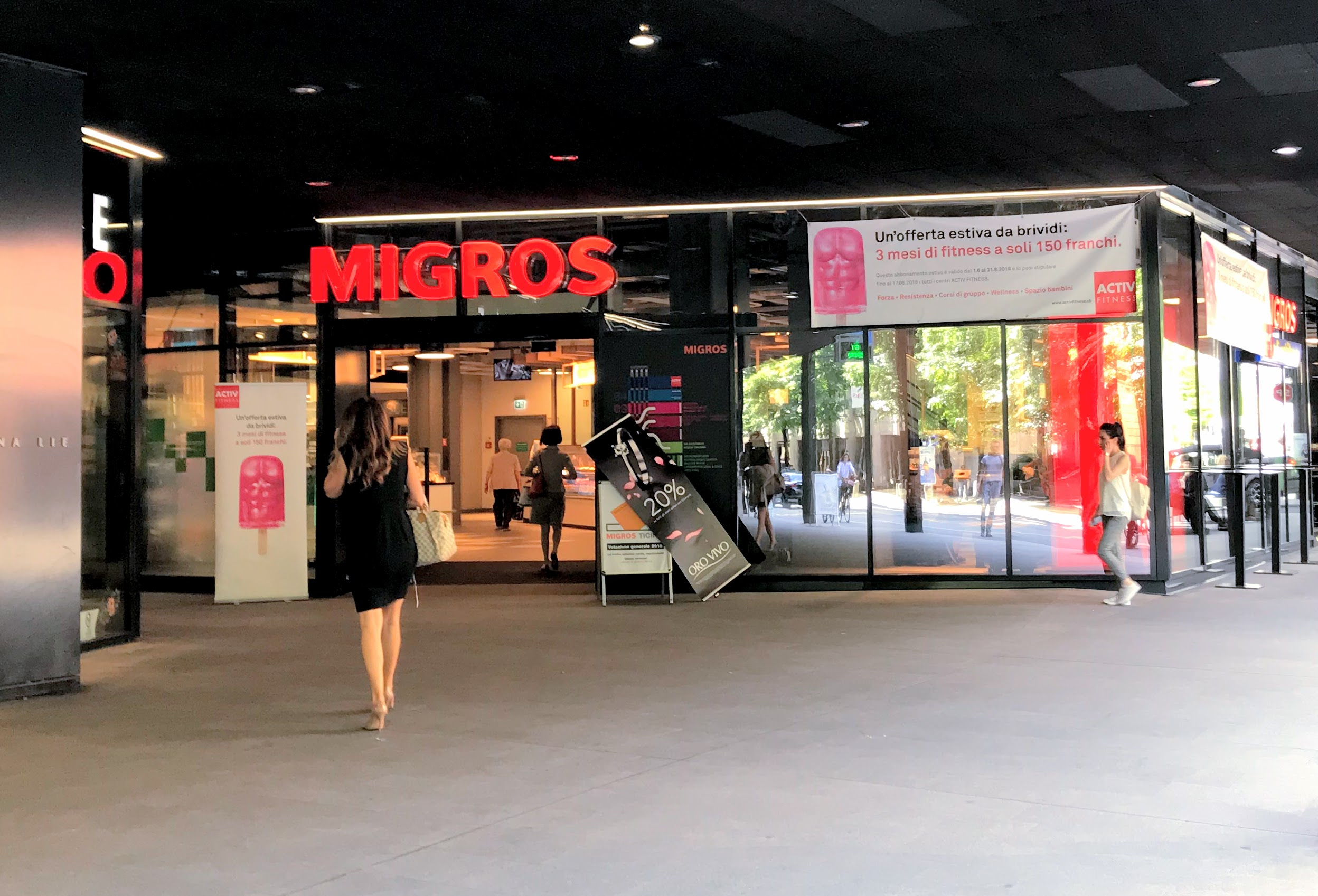
루가노의 미그로 슈퍼마켓

## 오늘날 미그로스

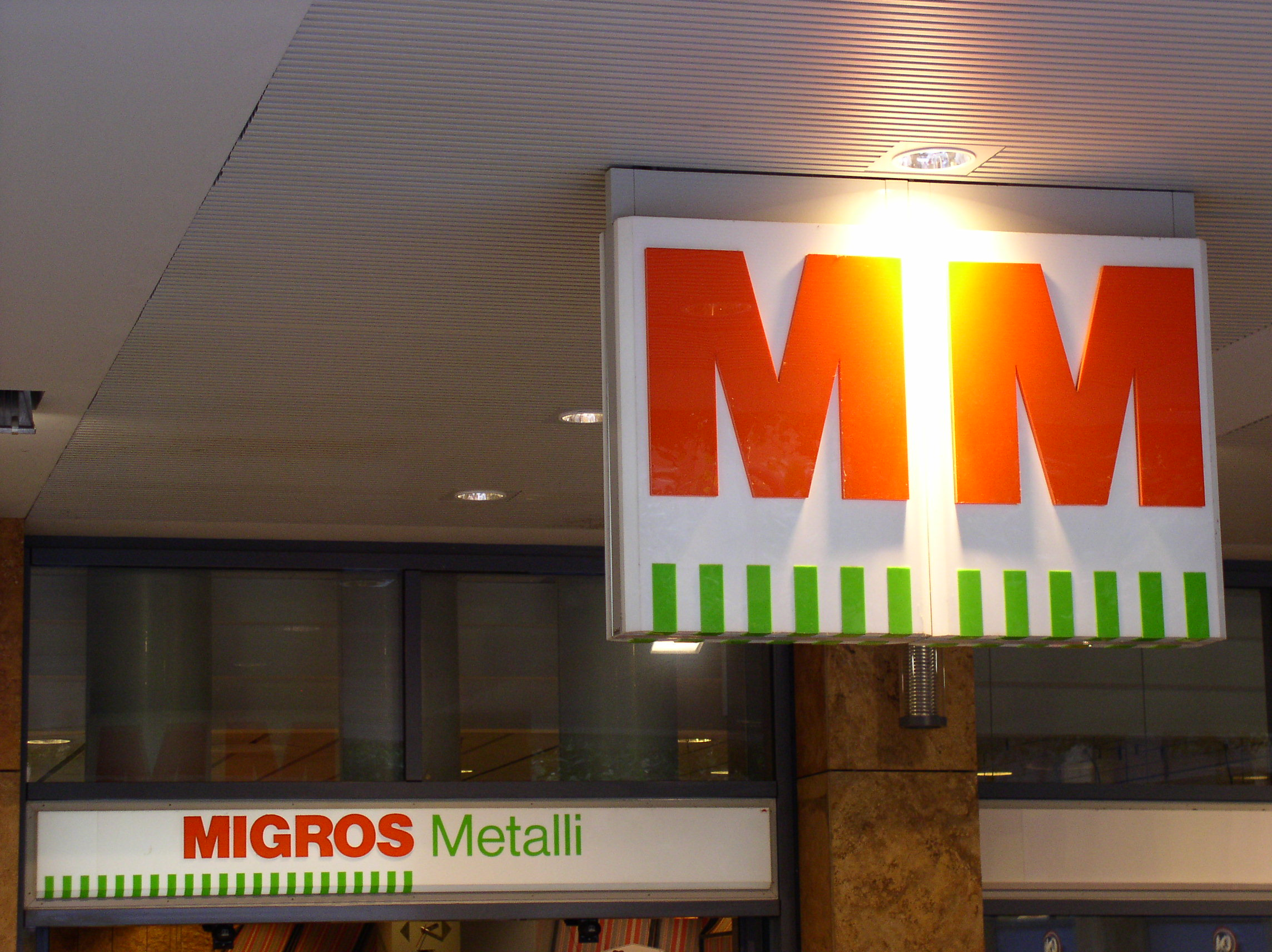
스위스 메탈리 쇼핑센터 추크에 있는 미그로 매장 앞

오늘날까지 미그로는 협동조합 사회를 조직 형태로 유지하고 있다. 오늘날 스위스 인구의 많은 부분이 미그로 협동조합의 회원이다. 스위스 전체 인구 720만 중 약 200만 명이 미그로를 고객 소유의 슈퍼마켓 체인으로 만든다. 상품 구색의 90% 이상이 미그로의 90개 자회사에서 생산된다.
설립자의 이타주의를 반영하여 미그로는 요리, 언어 및 기타 과목에 대한 수업을 제공하는 일하는 성인을 위한 여러 야간 학교를 운영한다. 그것은 넓은 의미에서 문화 프로젝트 자금 조달을 위해 연간 매출의 1%를 지출할 의무가 있다. 이를 처리하는 하위 조직을 미그로 문화 비율(Kulturprozent)이라고 한다. 2011년에는 이 목적을 위해 1억 1,700만 스위스 프랑이 지급되었다. 문화 비율 활동의 한 예로 스위스 음악 역사에서 거의 알려지지 않은 작품을 자주 선보이는 자체 음반사 뮤직 스위스(Musiques Suisses)를 들 수 있다.
슈퍼마켓은 M, MM 및 MMM의 세 가지 크기 등급으로 분류된다. 회사의 충성도 카드는 M-적운 카드이다. (누적이라는 단어와 일종의 구름 형성에 대한 플레이)
미그로는 1977년 내부 비평가인 한스 A. 페스탈로치를 해고하면서 악명을 얻었다.

### M-버짓과 미스로스 셀렉션

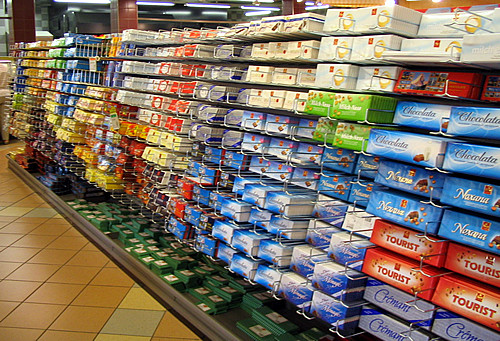
인터라켄의 미그로 분점에 있는 초콜릿 통로. M-Budget 초콜릿은 맨 아래 선반에서 볼 수 있다.

1996년 호주 슈퍼마켓 체인의 예산 범위에 영향을 받아 미그로는 저소득층과 대가족을 대상으로 하는 70개의 제품으로 M-Budget이라는 예산 범위를 만들었다. 지금은 산악 자전거, 스노보드, mp3 플레이어, 밀크 초콜릿, 청바지, 신발 및 라이터를 포함한 330개의 제품으로 성장했다. M-버짓 제품은 잔디 녹색 배경에 작은 흰색 텍스트의 미그로 로고가 반복되는 표준화된 포장 색상 구성표를 가지고 있다.
이러한 제품의 대부분은 미그로 라인의 통합적이고 영구적인 부품이 아니라 제한된 수량으로 생산된다. 영구화 여부는 성공 여부에 달려 있다. 이것은 미그로가 누리고 있는 상당한 브랜드 인지도와 결합되어 더 희귀한 제품에 어느 정도의 호감을 준다. 결과적으로 M-버짓 항목은 다시 생산될 것인지 항상 확신할 수 없기 때문에 수집품으로 간주되는 경우가 있다.
범위를 홍보하기 위해 2000년대 초(10년) 미그로는 무료 무알코올 음료(콜라, 레모네이드 및 오렌지 주스)와 스낵(칩, 초콜릿, 케이크)을 포함하여 CHF 9.90의 티켓으로 M-버짓 파티를 개발했다.
2005년 미그로는 Swisscom과 함께 종량제 MVNO 모바일 가상 네트워크 운영업체인 M-버짓 모바일을 출시했다.
또한 2005년 미그로는 미그로 셀렉션이라고 하는 프리미엄 라인을 도입했다. 대부분의 식품은 일반적으로 일반 재고를 통해 구할 수 있는 것보다 더 높은 예산과 다양한 방식으로 준비된다. 셀렉션 제품은 또한 펄 화이트와 골드 색상의 독특한 패키지가 특징이다.
2006년 4월 미그로는 미그로 협동조합 연합, GE 머니 뱅크 및 마스터카드 간의 이니셔티브인 M-버짓 신용 카드를 발표했다. 원래 연간 이율은 CHF 100에 비해 낮은 CHF 4.40이다. 미그로 뱅크 마스트카드 아르젠트 신용 카드는 2006년 가을에 준비되었다. 미그로의 가장 큰 경쟁자인 콥이 연회비가 없는 신용 카드를 발표한 후 미그로는 연회비를 폐기했다. 미그로는 나중에 신용카드의 전체 세부 정보를 발표했으며, APR은 9.9%이고 적운 포인트(2프랑당 1포인트)를 얻을 수 있다.

## 관계사
- 미그로스 슈퍼마켓

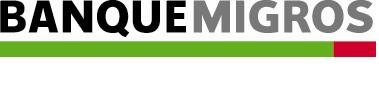
미그로스 뱅크의 프랑스어 로고

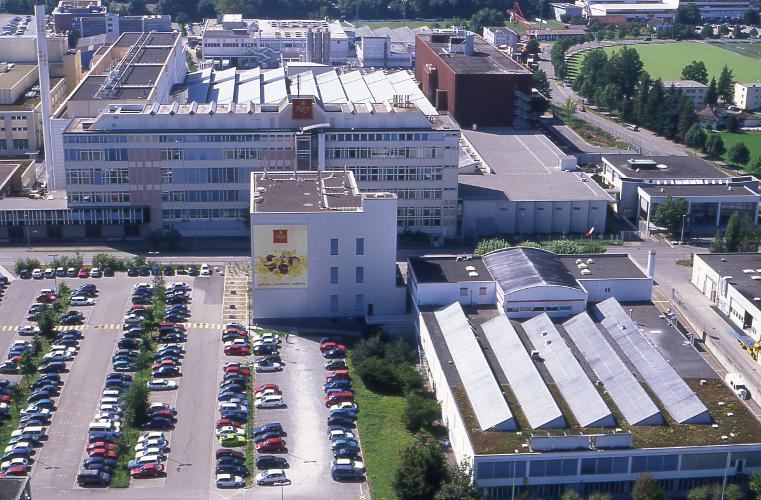
미그로 초콜릿 제조업체가 만든 초콜릿 프라이의 본사, 부흐스 (아르가우주)

- Denner (2007년 지분 70% 매입, 2009년 완전 자회사 편입)
- LeShop.ch: 온라인 슈퍼마켓 (2004년 협력 시작, 2006년 지분 80% 매입)
- 미그롤 (Migrol): 주유소
- 미그롤리노 (Migrolino): 편의점
- M-electronics: 전자제품 소매점 및 인터넷 음악 다운로드 서비스
- 오비: 매장에서 직접 하세요
- FitnessPark: 피트니스 센터
- Do it+Garden: DIY 상점 및 가든 센터
- 미카사 (Micasa): 가구점
- 미그로 뱅크: 은행(스위스에서 5번째로 큰 은행)
- 골프장: 공공 골프장
- 익스체인지 미그로: 환전
- Ex Libris: 서점
- 미그로 클럽 스쿨즈: 성인 교육 센터
- SportXX: 스포츠 매장
- Eurocentres: 어학원
- 미그로 매거진: 회사의 판매 잡지
- 호텔플랜: 홀리데이 컴퍼니
- Florissimail: 우편 꽃 서비스
- 몬테 제네로소 (Monte Generoso) 철도: 미그로 소유의 철도
- 글라트첸트룸 (Glattzentrum): 취리히 인근 쇼핑몰
- Digitec Galaxus: 가전제품 및 통신 매장, 가정용품, DIY, 정원 및 스포츠 장비, 온라인 샵
- 베스트스마일 (bestsmile): 스위스 치과 스타트업, 치아 교정, 치과 상담, 2022년 3월 미그로에 인수

### M-인더스트리
미그로 슈퍼마켓에서 판매되는 제품의 대부분은 대부분 스위스에서 자체 회사(M-Industry)에서 생산한다. 2017년 M-인더스트리는 32개 회사로 구성되어 있으며, 그 중 25개는 스위스에 있으며, 미그로 슈퍼마켓을 위해 20,000개 이상의 제품을 생산한다.
M-인더스트리 회사는 다음과 같다.
- Aproz: 생수, 과일 음료, 과일 주스
- Bischofszell: 아이스티, 과일 주스, 인스턴트 식품, 크립스, 잼
- 델리카: 커피, 말린 과일, 견과류, 향신료
- Estavayer Lait SA(ELSA): 우유, 요구르트
- 프레이: 초콜릿, 껌
- 조와: 빵, 패스트리
- 라 리시에라: 쌀
- 미벨르 (Mibelle): 화장품, 식이 지방
- 미카르나: 고기와 생선
- 미도르: 비스킷과 아이스크림
- Mifroma: Raccard, 그뤼에르 치즈, 아펜첼러 및 퐁듀 치즈

M-인더스트리 제품은 중국(欧瑞家, 병음: Ōuruìjiā)을 포함한 50개국에 수출된다.

### 글로부스 그룹
글로부스 그룹은 1997년 미그로의 일부가 되었지만, 2020년 Signa Holding 및 Central Group에 매각되었다.
- 인테리어: 가구점
- 글로부스 (Globus): 최고급 백화점
- 글로부스 헤렌 (Globus Herren): 남성복 매장
- 오피스 월드 (Office World): 사무용품(Staples 소유의 British Office Worlds 아님)
- 글로비 (Globi): 스위스의 미키마우스 라고도 불리는 Globus Group의 마스코트인 만화 캐릭터.

## 경쟁사
미그로의 주요 경쟁자인 콥(Coop, 스위스에서 두 번째로 큰 슈퍼마켓 체인)도 미그로와 같은 협동조합 구조를 가지고 있지만, 더 중앙 집중화된 조직을 가지고 있다. 더 작은 경쟁업체로는 매너 (Manor) 백화점 체인이 있으며, 최근에는 알디(Aldi)가 있다. 국제적으로 매우 큰 슈퍼마켓 그룹인 알디는 2005년에 첫 스위스 매장을 열었고, 2015년 현재 몇 개의 지점만 운영하고 있다. 추가 경쟁자인 리들 (Lidl)은 2009년 3월에 최초의 스위스 슈퍼마켓을 설립했다.
2007년 1월 미그로는 데너(Denner)의 주식 70%를 인수하여 스위스에서 가장 크고 세 번째로 큰 식품 소매 체인을 효과적으로 합병했다. 두 회사에 따르면 데너 체인이 증가하는 외국 경쟁과 더 잘 경쟁하기 위해 이러한 이동이 이루어졌다고 한다.

## 비판
스위스 비영리 단체인 Sorgim과 같은 일부 비평가들은 미그로가 설립자 고틀리프 두트바일러의 이상과 합치되지 않는다고 주장한다. 그들은 협동조합이 한때 고틀리프 두트바일러가 상상했던 것처럼 조합원에 의해 민주적으로 관리되지 않는다고 말한다. 그 대신 각종 조례 개정을 통해 모든 주요 사업 문제와 정책을 결정하는 것은 이사회가 되었다는 주장이다.

## 같이 보기
- 임그뤼에네 공원